# Crossyne
Crossyne Salisb. – rodzaj roślin z rodziny amarylkowatych, obejmujący dwa gatunki, występujące endemicznie na obszarze opadów zimowych w Kraju Przylądkowym w Republice Południowej Afryki. 
Nazwa naukowa pochodzi od greckich słów κρόσσος (krossos – frędzle) i ύνις (ynis – lemiesz, odnosząc się do kształtu włosków na brzegach blaszek liściowych tych roślin.

## Morfologia

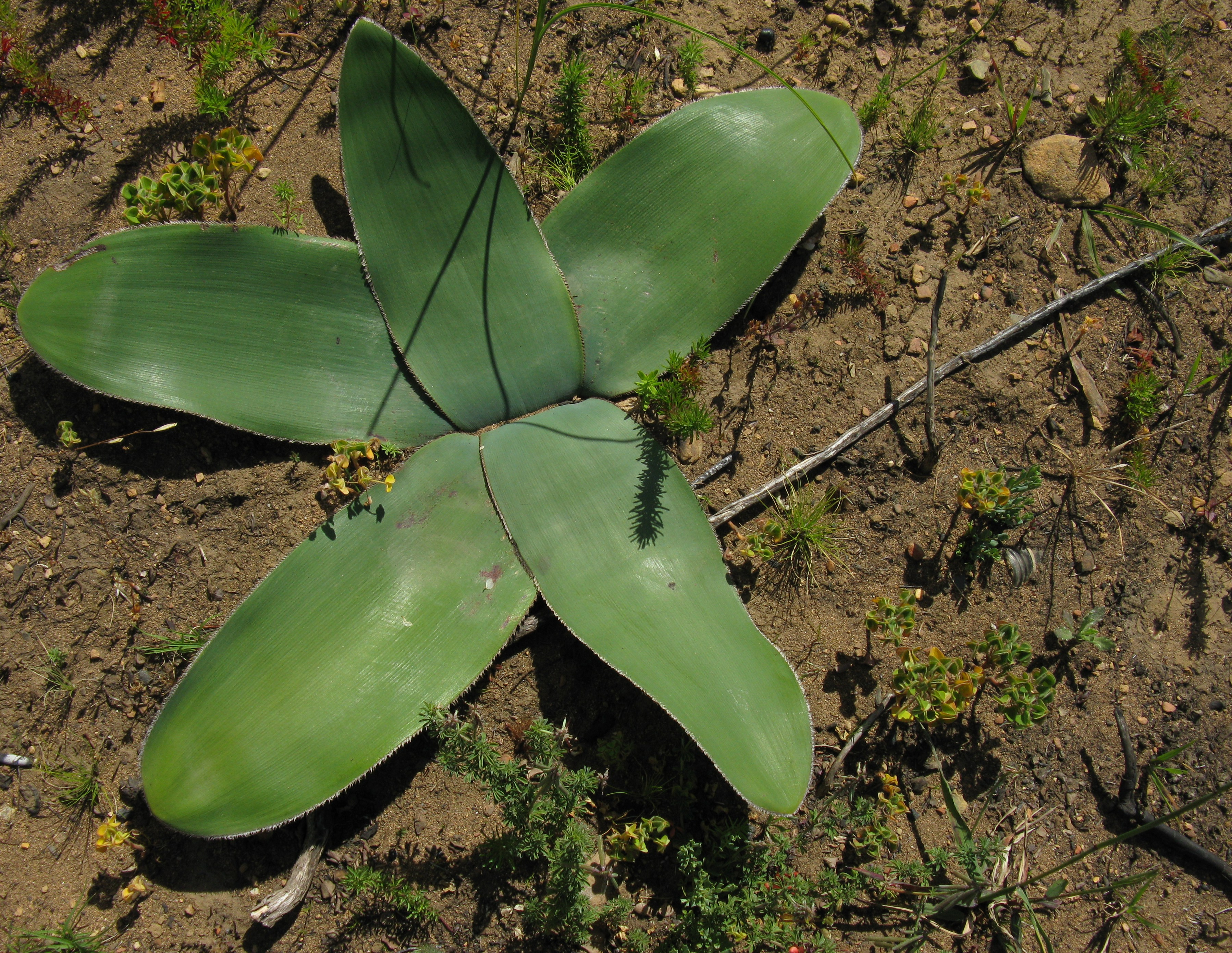
Liście dorosłej C. guttata

Wieloletnie rośliny zielne, z podziemną cebulą. U młodych roślin liście wzniesione, wąskie, owłosione, u dorosłych płożące się, szerokie, o owłosionych brzegach. Kwiaty drobne w proporcji do wielkości rośliny, zebrane w kulisty kwiatostan. Okwiat odgięty, ciemnoczarniawoczerwony lub żółty. Owocostan odłamujący się wraz z pędem kwiatostanowym na poziomie gruntu. Owocami są jajowate torebki, pękające przegrodowo od wierzchołka.

## Systematyka
Pozycja systematyczna
Rodzaj z podplemienia Strumariinae, plemienia Amaryllideae, podrodziny amarylkowych Amaryllidoideae z rodziny amarylkowatych Amaryllidaceae.
Wykaz gatunków
- Crossyne flava (W.F.Barker ex Snijman) D.Müll.-Doblies & U.Müll.-Doblies
- Crossyne guttata (L.) D.Müll.-Doblies & U.Müll.-Doblies